# نيديغن
نيدغن (بالألمانية: Nideggen) هي بلدة ألمانية تقع في ألمانيا في دورن. يقدر عدد سكانها بـ 10,684 نسمة .